# LZ 13

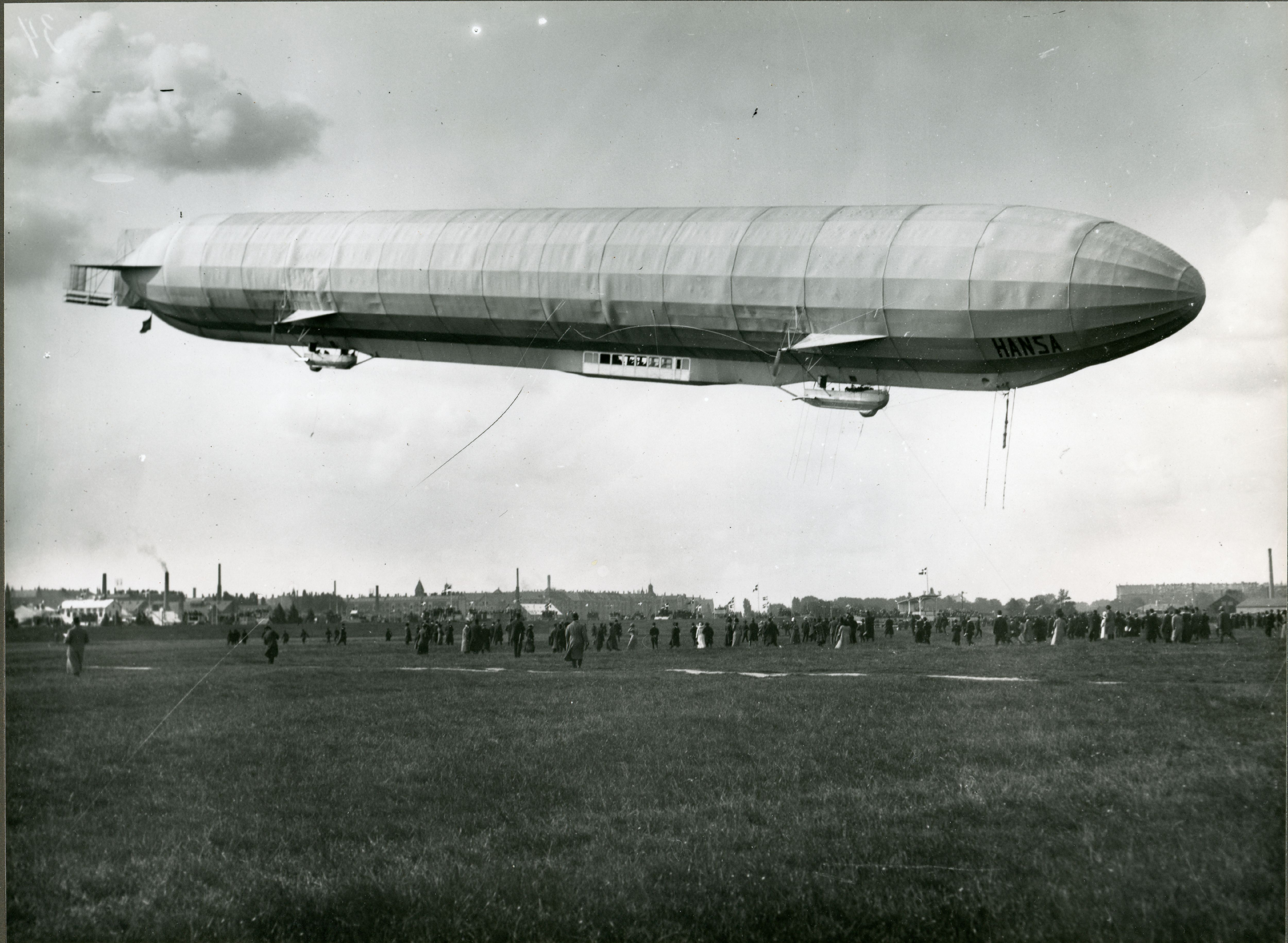
LZ 13 „Hansa“ bei einer Landung 1912

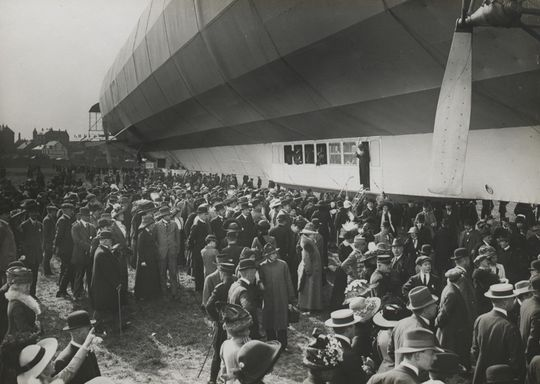
LZ 13 am 19. September 1912 in Kopenhagen

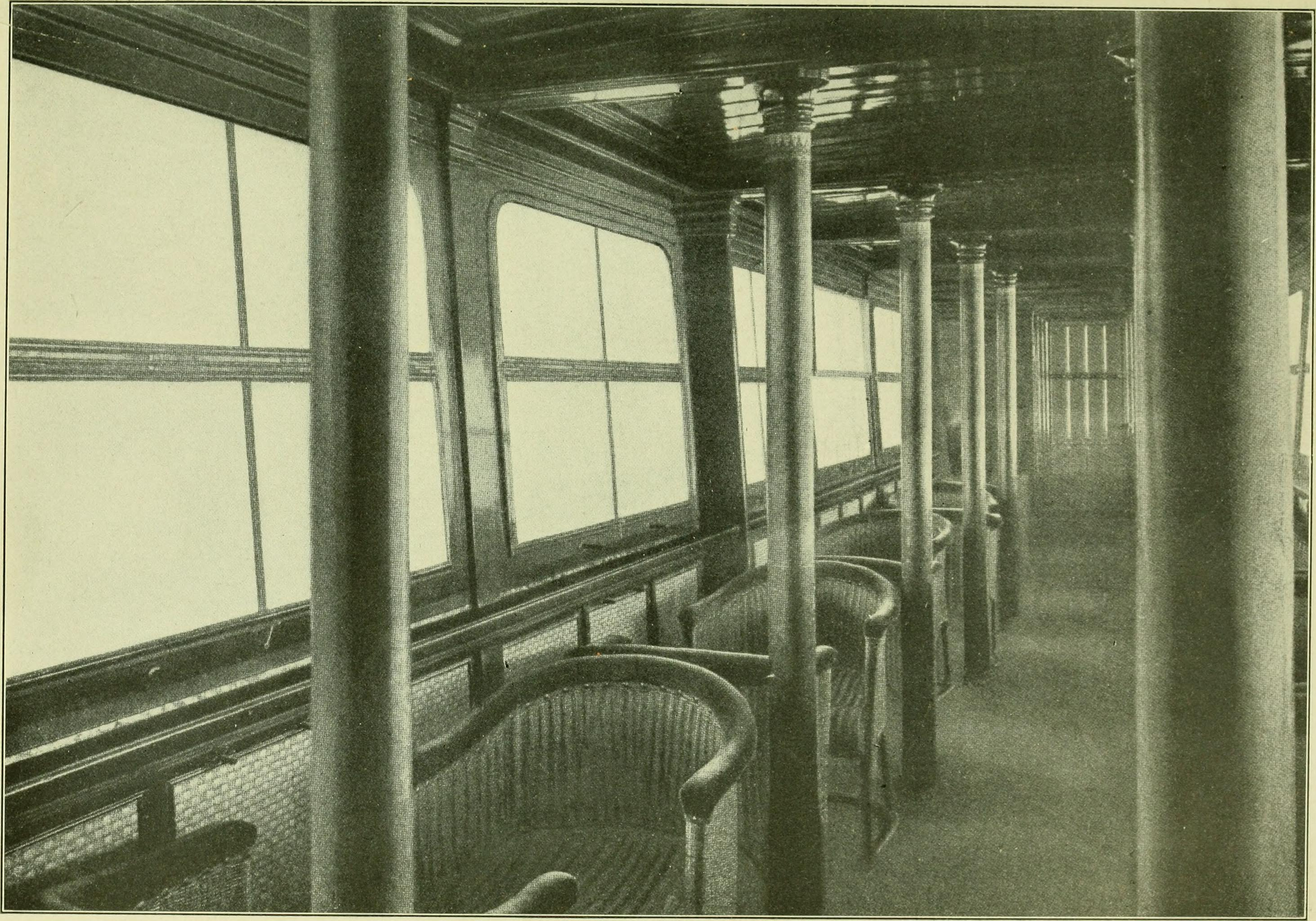
Fahrgastraum von LZ 13

Der Zeppelin LZ 13 „Hansa“ war ein Verkehrsluftschiff der Deutschen Luftschiffahrts-Aktiengesellschaft (DELAG) zu Beginn des 20. Jahrhunderts.

## Geschichte
LZ 13 war baugleich mit dem Zeppelin LZ 11 „Viktoria Luise“ und wurde ebenfalls als Verkehrsluftschiff der DELAG im innerdeutschen Passagierluftverkehr eingesetzt. Die Erstfahrt von LZ 13 erfolgte am 30. Juli 1912.
Am 19. September 1912 fuhr die „Hansa“ zum ersten Mal außerhalb Deutschlands über Dänemark und Südschweden. Bei dieser Reise handelte es sich um einen Schauflug für die deutsche Zeppelin-Technologie in der Hoffnung auf regelmäßige Passagierflüge mit Zeppelinen in die nördlichen Nachbarländer. Bei diesem Flug befanden sich in der Führergondel des Luftschiffes auch der bereits 75-jährige Graf Zeppelin und der Chef der DELAG Hugo Eckener. Nach einer 700 km langen Fahrt landete das Luftschiff um 16 Uhr 45 des gleichen Tages wieder im Heimathafen Fuhlsbüttel bei Hamburg.
Im Betrieb der DELAG hatte die „Hansa“ als Standorte Hamburg, Gotha, Potsdam und Leipzig. LZ 13 legte bis zum 31. Juli 1914 in 399 Fahrten 44.437 km zurück und beförderte dabei 6.217 Passagiere. Die Kapitäne von LZ 13 bei der DELAG waren Wilhelm Dörr und Anton Heinen.
Mit dem Ausbruch des Ersten Weltkrieges übernahm das Heer das Luftschiff und rüstete es für militärische Verwendung um. Auf den First des Schiffes wurde eine Plattform für zwei Maschinengewehre aufgesetzt. Als Militärluftschiff führte der Zeppelin Aufklärungsfahrten nach Frankreich und über der Ostsee durch.
Ab dem Frühjahr 1915 fand das nun schon technisch veraltete Luftschiff Verwendung als Schulschiff. Im Heeresausbildungsdienst hatte LZ 13 die Standorte Dresden, Düsseldorf, Berlin-Johannisthal, Berlin-Biesdorf und Jüterbog. Dabei machte es über 500 Fahrten über Berlin. Während dieser Schulungsfahrten für neue Luftschiffbesatzungen wurden von einer Kommission des Großen Generalstabes, der auch Graf Zeppelin angehörte, wochenlang Funkversuche zwischen dem Dampfer Siegesfürst auf dem Müggelsee und LZ 13 durchgeführt. Die Oberste Heeresleitung wünschte eine schnellere Übertragung der Aufklärungsergebnisse unmittelbar durch Funk. Zugleich wurden Tests vorgenommen, inwieweit der Gegner oder wettertechnische Ereignisse den Funkverkehr von Luftschiffen stören könnten.

## Ende von LZ 13
Im Sommer 1916 wurde das veraltete und verbrauchte Luftschiff außer Dienst gestellt und im August 1916 in Jüterbog abgerüstet.

## Technische Daten
- Traggasvolumen: 18.700 m³ Wasserstoff
- Länge: 148 m
- Durchmesser: 14,0 m
- Leermasse: 20,25 t
- Nutzlast: 6,3 t
- Antrieb: drei Maybach-Motoren von je 170 PS (ca. 130 kW)
- Geschwindigkeit: 22,2 m/s